# Maciej Kowalewski (socjolog)
Maciej Kowalewski (ur. 1977) – polski socjolog, dr hab. nauk społecznych w dyscyplinie socjologia. Dyrektor Instytutu Socjologii Uniwersytetu Szczecińskiego.

## Życiorys
Pracę doktorską obronił w 2008 roku na Wydziale Nauk Społecznych Uniwersytetu Wrocławskiego. W 2017 habilitował się tamże na podstawie pracy Protest miejski. Przestrzenie, tożsamości i praktyki niezadowolonych obywateli miast.
W swoich pracach badawczych zajmuje się mieszkalnictwem, miejską kulturą, polityką protestu, degradacją i odnową miast. Stypendysta DAAD i Fundacji na Rzecz Nauki Polskiej. Jako visiting associate prowadził badania m.in. w London School of Economics. Przewodniczący Sekcji Socjologii Miasta PTS na kadencję 2019–2022. Członek Prezydenckiej Rady Kultury w Szczecinie w kadencji 2018-2023. Laureat Zachodniopomorskiego Nobla 2021 (w dziedzinie nauk humanistycznych). Zatrudniony w Uniwersytecie Szczecińskim na stanowisku profesora uczelni. Od 2022 pełni również funkcję kierownika Katedry UNESCO na rzecz Zrównoważonego Rozwoju Społecznego (UNESCO Chair for Social Sustainability). Członek Komitetu Socjologii PAN w kadencji 2024-2027. Jest członkiem Rady Programowej Narodowego Centrum Kultury w kadencji 2024-2028. 

## Publikacje (monografie i prace pod redakcją)
- Kołodziej A., Kowalewski M. (2024), Zawód archiwisty we współczesnym społeczeństwie polskim : badanie socjologiczne. Warszawa: SAP. ISBN 978-83-950099-5-2
- Hein C., Bartłomiejski R., Kowalewski M. (eds.) (2024), Hustle and Bustle: The Vibrant Cultures of Port Cities. Leiden: Brill. ISBN 978-90-04-71116-7
- Kowalewski M., Nowak A., Thurow R., (2018). Lokalne oddziaływanie kultury. Szkic do portretu twórców i edukatorów kultury w województwie zachodniopomorskim, Szczecin: WN US. ISBN 978-83-7972-210-5
- Kowalewski M., Rakusa-Suszczewski M., Rozalska A. (red.) (2018), W świecie protestu. Idee i narzędzia współczesnych ruchów społecznych, Warszawa: WWS. ISBN 978-83-947012-5-3
- Kowalewski M., Królikowska AM (eds.) (2016), Transforming Urban Sacred Places in Poland and Germany, Baden-Baden: Nomos Verlag ISBN 978-3-8452-7872-8
- Kowalewski M. (2016), Protest miejski. Przestrzenie, tożsamości i praktyki niezadowolonych obywateli miast, Kraków: ZW NOMOS. ISBN 978-83-7688-412-7
- Kowalewski M. (red.) (2012), Miejsca, mieszkania, dzielnice. Szczecin i wybrane miejscowości województwa zachodniopomorskiego w badaniach młodych socjologów, Szczecin: Zapol. ISBN 978-83-7518-493-8
- Kowalewski M., Królikowska A. M. (red.) (2011), Miasto i sacrum, Kraków: ZW NOMOS. ISBN 978-83-7688-068-6
- Kowalewski M., Krasucki E., Miedziński P. (red.) (2010), Historia, miasto, pamięć. Grudzień 70 - Styczeń 71 (perspektywa szczecińska), Szczecin: wyd. IPN. ISBN 978-83-61336-13-6
- Kowalewski M. (2010), Środowisko społeczne lokatorów TBS-ów, Toruń: Adam Marszałek. ISBN 978-83-7611-718-8
- Kowalewski M. (red.) (2008), Zmieniając miasto. Wokół teorii i praktyki rewitalizacji, Szczecin: Economicus. ISBN 978-83-60606-27-8